# Nyctemera convexa
Nyctemera convexa là một loài bướm đêm thuộc phân họ Arctiinae, họ Erebidae.